# Bazooka

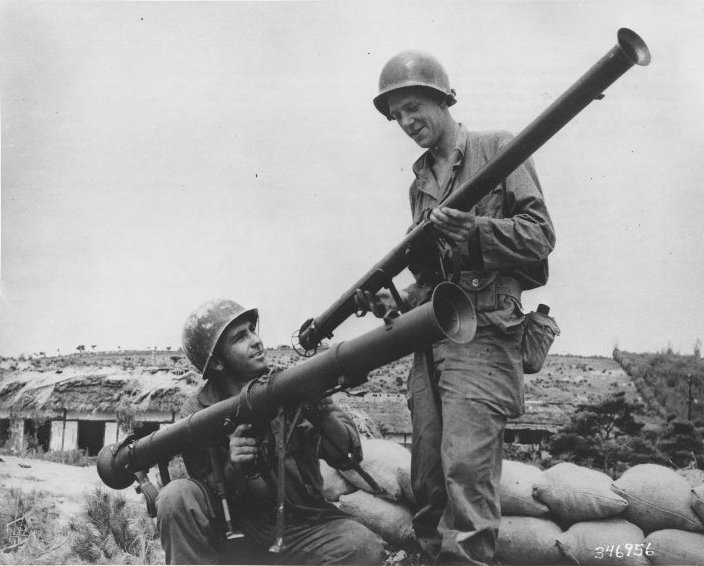
Базука M9A1 и Супер Базука M20 (88,9 мм (3,5 дюйма))

«Базу́ка» (англ. bazooka) — ручний протитанковий гранатомет в армії США 1940—50 рр. Отримав прізвисько «базука» за віддалену схожість до музичного інструменту того ж імені, що винайшов і використовував американський комік Боб Бернс. Боєприпаси мали кумулятивну бойову частину та приводились до руху за допомогою ракетного двигуна.
60-мм (2,36-дюймова) базука М1 прийнята на озброєння американської армії у 1942 році. У 1944 році була запущена у виробництво нова модель базуки — М9.

## Ефективність
Під час бойових дій на Західному фронті армія США провела експеримент по ефективності ураження німецького танку Panther з гранатомету Bazooka.
У якості мішені використовувався танк 130 танкової навчальної дивізії, яка була знерухомлена вогнем 90 мм гармати САУ M36 776-го протитанкового батальйону. Всього випущено 16 ракет.

Місця ураження танку Panther

### Опис
a. Рикошет в обід катка, повністю відірвав гуму і пробив отвір 8 дюймів. Катки внутрішнього ряду пошкоджені не були.
b. Пряме влучання в каток. Пробито отвір 8х5 дюймів та дві радіальні тріщини 10 дюймів.
c та d. Прямі влучання в катки. Пробито отвори діаметром 6 дюймів. Катки внутрішнього ряду не пошкоджено.
e. Влучання на 1 дюйм нижче верхньої кромки корпусу. Хоча товщина бронювання виявилась збільшеною, за рахунок вертикальної плити, в броні пробито отвір товщиною з олівець.
f. Влучання в болт, який скріплює траки один з одним. Головка болта повністю зірвана, але гусениці не пошкоджені. Ймовірно, що в русі гусениця може розпастися.
g. Влучання в кут башти з повним пробиттям броні. Пробито циліндричний отвір діаметром ¾ дюйма з невеликими відшаруваннями та розширенням на внутрішній стороні. Ці відшарування утворили вторинні уламки, які зрикошетили на іншу сторону башти.
h. Влучання в башту з аналогічним отвором ¾ дюйма з відлущенням металу на внутрішній стороні башти близько 4 дюймів навколо отвору. На протилежній стороні башти 36 невеликих вибоїн від вторинних уламків глибиною 1/16 дюйми і діаметром від 1/8 до 3/8 дюймів на площі 8-10 дюймів в діаметрі.
Ефект вторинних уламків протитанкісти оцінюють як приголомшливий.
i. Влучання в нижній край кормової плити. Вибито невеликий шматок броні, боєприпас здетонував на землі під танком.
j. Влучання в буксирний гак на кормі. Невелика частина гака відколота, але без впливу на броню.
k. Влучання в одну з вихлопних труб повністю знищило її, але ніякого впливу на бронеплиту не було, оскільки кумулятивна струя розсіялася на ній.
l. Рикошет від кормової бронеплити з вибухом на землі. Інші два влучання в корму корпусу товщиною  2 дюйми пробили її, утворивши отвори діаметром ½ дюйми.
m. Влучання в нижню частину лобової бронеплити. Утворена вибоїна довжиною 1-1/2 дюйми, шириною ¼ дюйми та глибиною ½ дюйми без пробиття броні.
n. Влучання в буксирний гак на передній частині танка. Жодної руйнівної дії на бронеплиту.

## Версії та копії

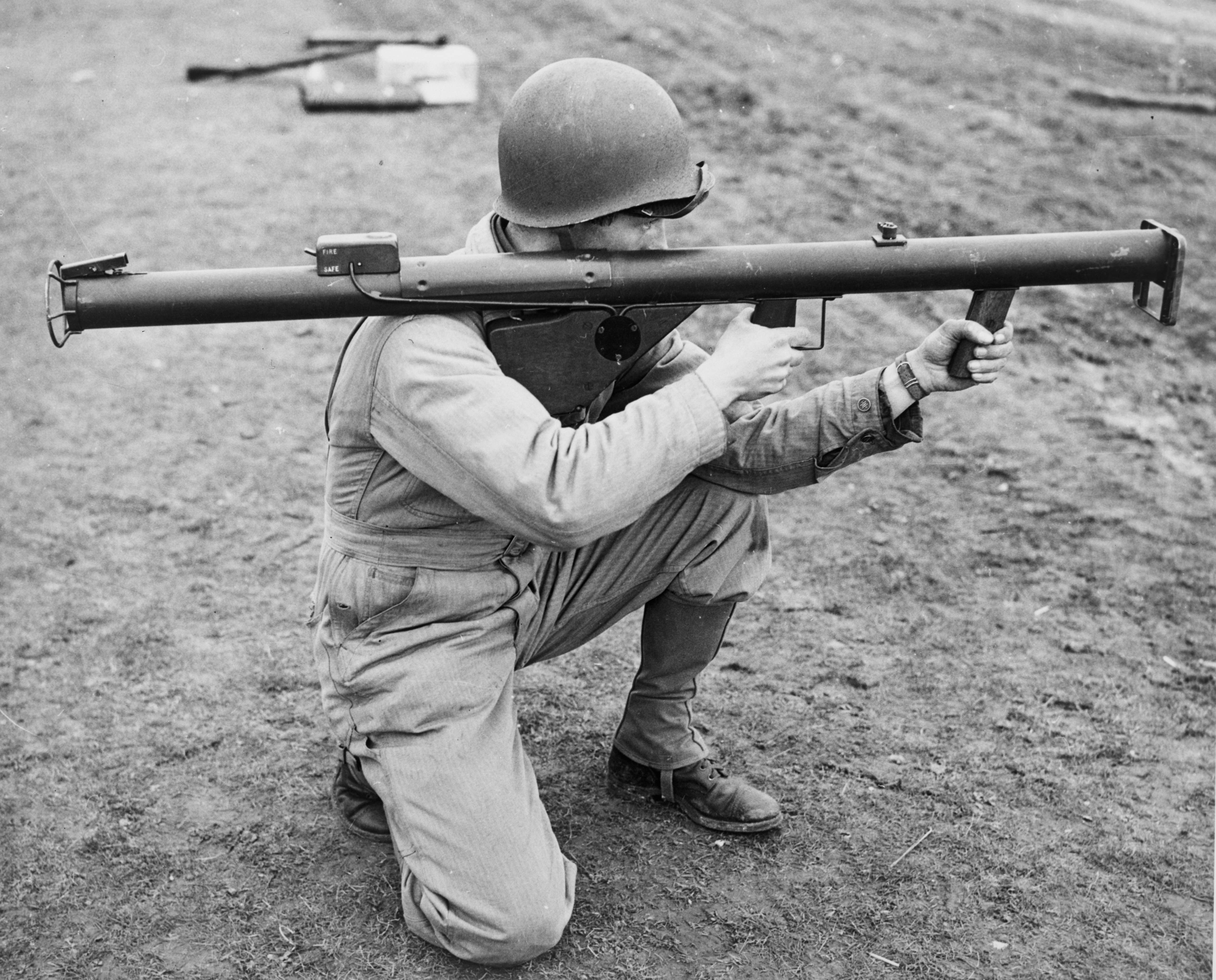
Солдат з базукою М1

### Panzerschreck
Німецька армія скопіювала дизайн М1, збільшила калібр до 88 мм, зробила інші зміни, і прийняла на озброєння як Raketenpanzerbüchse «Panzerschreck».

### M20
Базука M20 була прийнята на озброєння у 1950 р. M20 має калібр 88,9 мм, складається з відкритої розбірної гладкоствольної труби, пристрою для пострілу, що міститься в рукоятці, відкидних сошок, плечового упора з стояком та оптичного прицілу. Базука M20 стріляє кумулятивними та осколковими снарядами (гранатами) на відстань до 450 м; вага базуки M20 — 5,9 кг, гранати — 4,04 кг; скорострільність — 3—4 постріли на хвилину. Базука пробиває броню до 280 мм. Обслуговують базуку 2 солдати.